# Trox foveicollis
Trox foveicollis es una especie de escarabajo del género Trox, familia Trogidae. Fue descrita científicamente por Harold en 1872.
Se distribuye por la ecozona del Neártico. Habita en los Estados Unidos (Kansas, Oklahoma, Texas, Carolina del Sur, Arkansas, Misuri).
Mide 5,1-6,4 milímetros de longitud.